# نابالسا
نابالسا دهستانی در استان آبیلای اسپانیا است.
در این دهستان ۴۷۳ نفر زندگی می‌کنند. مساحت این دهستان ۲۹٫۸۵ کیلومتر مربع است.